# Na Sang-ho
Na Sang-ho (kor. 나상호; ur. 12 sierpnia 1996 w Damyangu) – południowokoreański piłkarz, występujący na pozycji napastnika w japońskim klubie FC Machida Zelvia oraz w reprezentacji Korei Południowej. Uczestnik Mistrzostw Świata 2022.

## Statystyki

### Klubowe
Na podstawie:
| Klub              | Sezonów | Liga       | Liga  | Liga   | Puchar krajowy | Puchar krajowy | Kontynentalne | Kontynentalne | Suma  | Suma   |
| Klub              | Sezonów | Liga       | Mecze | Bramki | Mecze          | Bramki         | Mecze         | Bramki        | Mecze | Bramki |
| ----------------- | ------- | ---------- | ----- | ------ | -------------- | -------------- | ------------- | ------------- | ----- | ------ |
| Gwangju FC        | 1       | K League 1 | 18    | 2      | 3              | 0              | –             | –             | 21    | 2      |
| Gwangju FC        | 1       | K League 2 | 31    | 16     | 3              | 0              | –             | –             | 21    | 2      |
| F.C. Tokyo        | 1       | J1 League  | 25    | 2      | 8              | 1              | –             | –             | 33    | 3      |
| Seongnam FC       | 1       | K League 1 | 19    | 7      | 3              | 0              | –             | –             | 22    | 7      |
| FC Seoul          | 3       | K League 1 | 104   | 29     | 5              | 1              | –             | –             | 109   | 30     |
| FC Machida Zelvia | 1       | J1 League  | 1     | 0      | 0              | 0              | –             | –             | 1     | 0      |
|                   | Łącznie | Łącznie    | 198   | 56     | 19             | 2              | 0             | 0             | 217   | 58     |

### Reprezentacyjne
Na podstawie:
| Mecze i gole w reprezentacji podczas Mistrzostw Świata 2022 | Mecze i gole w reprezentacji podczas Mistrzostw Świata 2022 | Mecze i gole w reprezentacji podczas Mistrzostw Świata 2022 | Mecze i gole w reprezentacji podczas Mistrzostw Świata 2022 | Mecze i gole w reprezentacji podczas Mistrzostw Świata 2022 | Mecze i gole w reprezentacji podczas Mistrzostw Świata 2022 | Mecze i gole w reprezentacji podczas Mistrzostw Świata 2022 | Mecze i gole w reprezentacji podczas Mistrzostw Świata 2022 |
| Lp.                                                         | Data                                                        | Miasto                                                      | Przeciwnik                                                  | Wynik                                                       | Gole                                                        | Inne                                                        | Faza rozgrywek                                              |
| ----------------------------------------------------------- | ----------------------------------------------------------- | ----------------------------------------------------------- | ----------------------------------------------------------- | ----------------------------------------------------------- | ----------------------------------------------------------- | ----------------------------------------------------------- | ----------------------------------------------------------- |
| 1.                                                          | 24.11.2022                                                  | Ar-Rajjan                                                   | Urugwaj                                                     | 0:0 (0:0)                                                   |                                                             |                                                             | Faza grupowa                                                |
| 2.                                                          | 02.12.2022                                                  | Ar-Rajjan                                                   | Ghana                                                       | 2:3 (0:2)                                                   |                                                             |                                                             | Faza grupowa                                                |

## Sukcesy
Na podstawie:

### Indywidualne
- Król strzelców K League 2 2018

### Reprezentacyjne
- I miejsce na Igrzyskach Azjatyckich 2018